# Christophoruskirche (Berlin-Friedrichshagen)

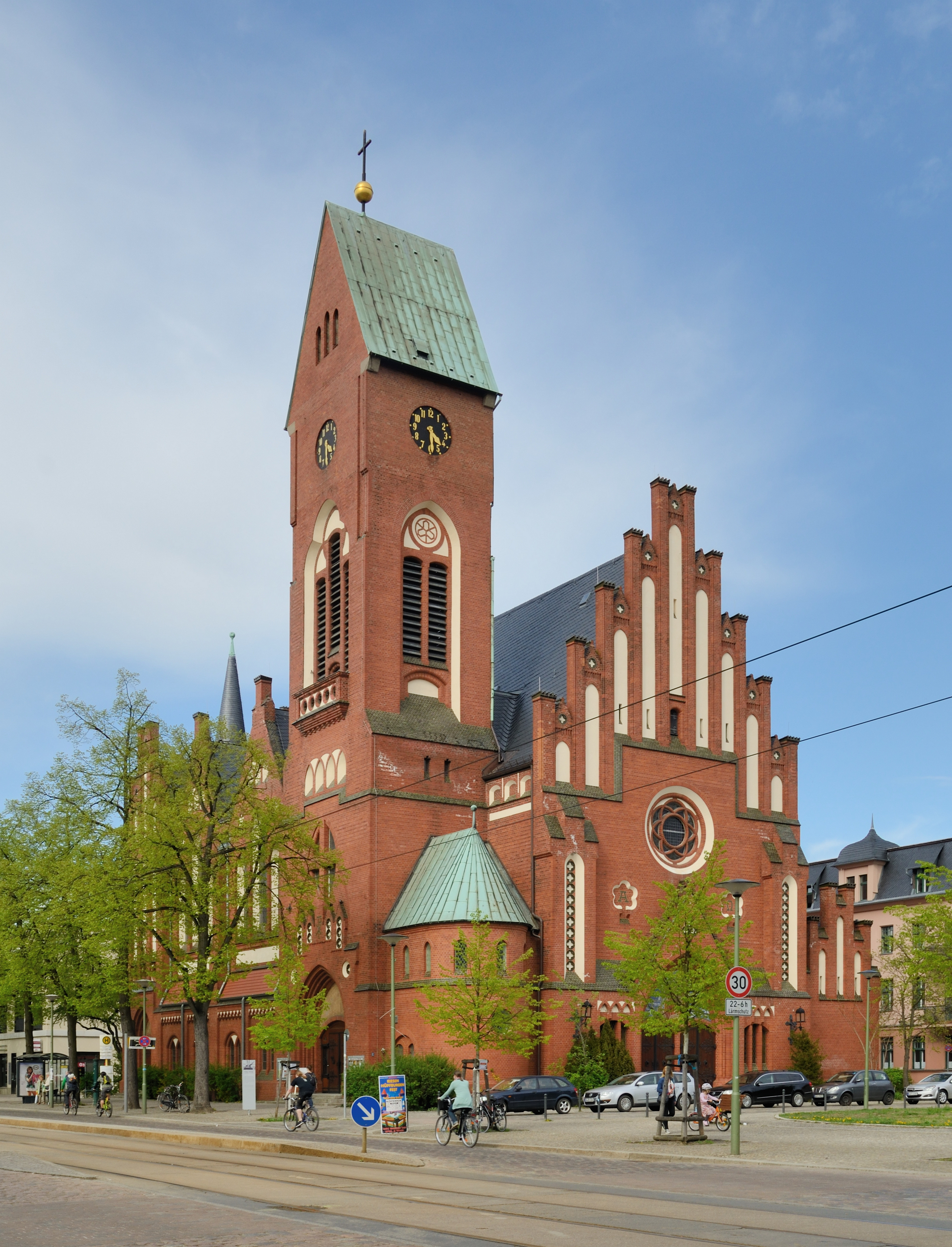
Christophoruskirche Friedrichshagen

Die Christophoruskirche ist eine evangelische Kirche im Berliner Ortsteil Friedrichshagen. Sie wurde in den Jahren 1901–1903 nach einem Entwurf von Jürgen Kröger durch Ernst Schrammer als Ersatzbau der früheren Dorfkirche errichtet. Wichtigster Schatz der Kirche ist die mit einer Widmung der Kaiserin Auguste Viktoria versehene Altarbibel, die der Gemeinde bei der Einweihung des Gebäudes geschenkt wurde. Das Gebäude in der Bölschestraße steht unter Denkmalschutz. Es dient der Evangelischen Kirchengemeinde Friedrichshagen, die zum Kirchenkreis Lichtenberg-Oberspree im Sprengel Berlin der Evangelischen Kirche Berlin-Brandenburg-schlesische Oberlausitz gehört.

## Baugeschichte
Im Jahr 1898 wurde der Bau einer Kirche beschlossen, der die alte, zu klein gewordene Dorfkirche aus dem Jahr 1800 ersetzen sollte. 1901 wurde der Grundstein gelegt. Die alte Dorfkirche stand bis Wochen vor der Einweihung direkt vor der neuen Kirche, wurde aber, um Bauplatz zu schaffen, erst verkürzt und später vollständig abgerissen. Die Baukosten betrugen insgesamt 300.000 Mark, wovon die Schirmherrin und Namensgeberin Kaiserin Auguste Viktoria 75.000 übernahm. Die Einweihung erfolgte am 14. Juni 1903, wobei sich die Gemeinde den Namen des Märtyrers und Heiligen Christophorus gab.
 Schäden am Kirchengebäude

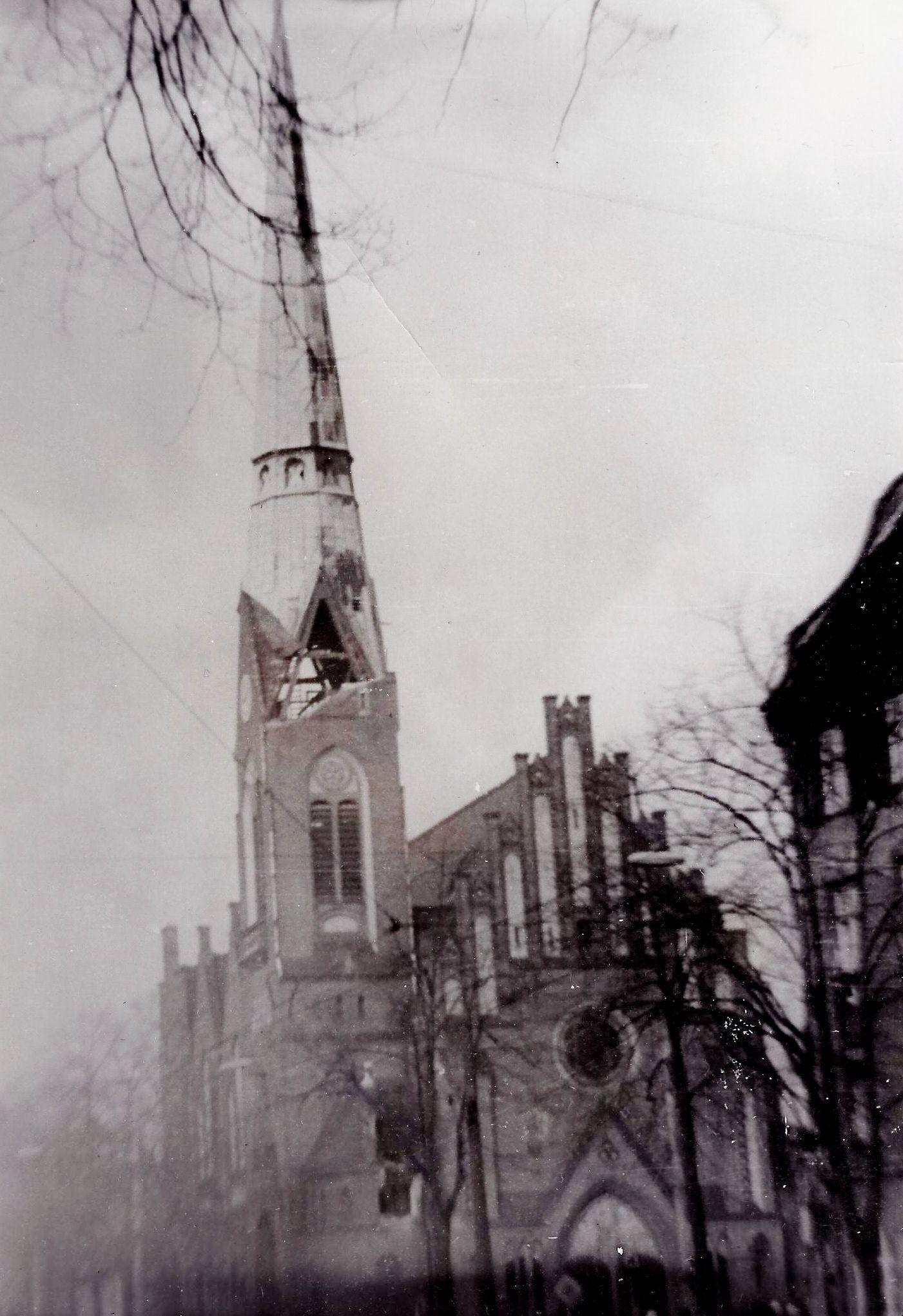
Deutlich sichtbare Sturmschäden am Tag nach dem Orkan

Am Ende des Zweiten Weltkriegs blieb die Außenarchitektur fast unbeschädigt erhalten. Im Inneren gingen jedoch die Wand- und Deckenmalereien verloren.
Am 13. November 1972 wurde der Turm der Christophoruskirche durch den Orkan Quimburga zerstört. Die herabstürzenden Giebel erschlugen eine 64-jährige Frau und rissen 25 Quadratmeter große Löcher in Dach und Gewölbe der Kirche. Zur kurzfristigen Sicherung des Turmes wurde die Spitze mit Stahlseilen befestigt. Die vom Einsturz bedrohte Turmspitze wurde drei Tage später abgerissen und durch die bis heute bestehende Satteldach-Konstruktion ersetzt.
Die EKD stellte zwischen 1973 und 1975 die Summe von 400.000 D-Mark bereit, damit über ein Kirchenbauprogramm in der DDR dieselbe Summe in DDR-Mark für Sanierungs-Bauleistungen dieses Sakralbaus verfügbar war.
Im Zuge der am 6. März 1977 abgeschlossenen Umbaumaßnahmen, finanziert aus jenem Kirchenbauprogramm in der DDR, wurde das ebenfalls durch den Sturm geschädigte Kirchenschiff neu gestaltet. Die seitdem vom Mittelschiff abgetrennten Seitenschiffe dienen nunmehr als Gemeinderäume. Unter der vergrößerten Orgelempore wurde ein neuer Andachtsraum („Winterkirche“) geschaffen. Durch die Umgestaltung gingen im Hauptschiff 200 Sitzplätze verloren.

## Architektur und Innengestaltung

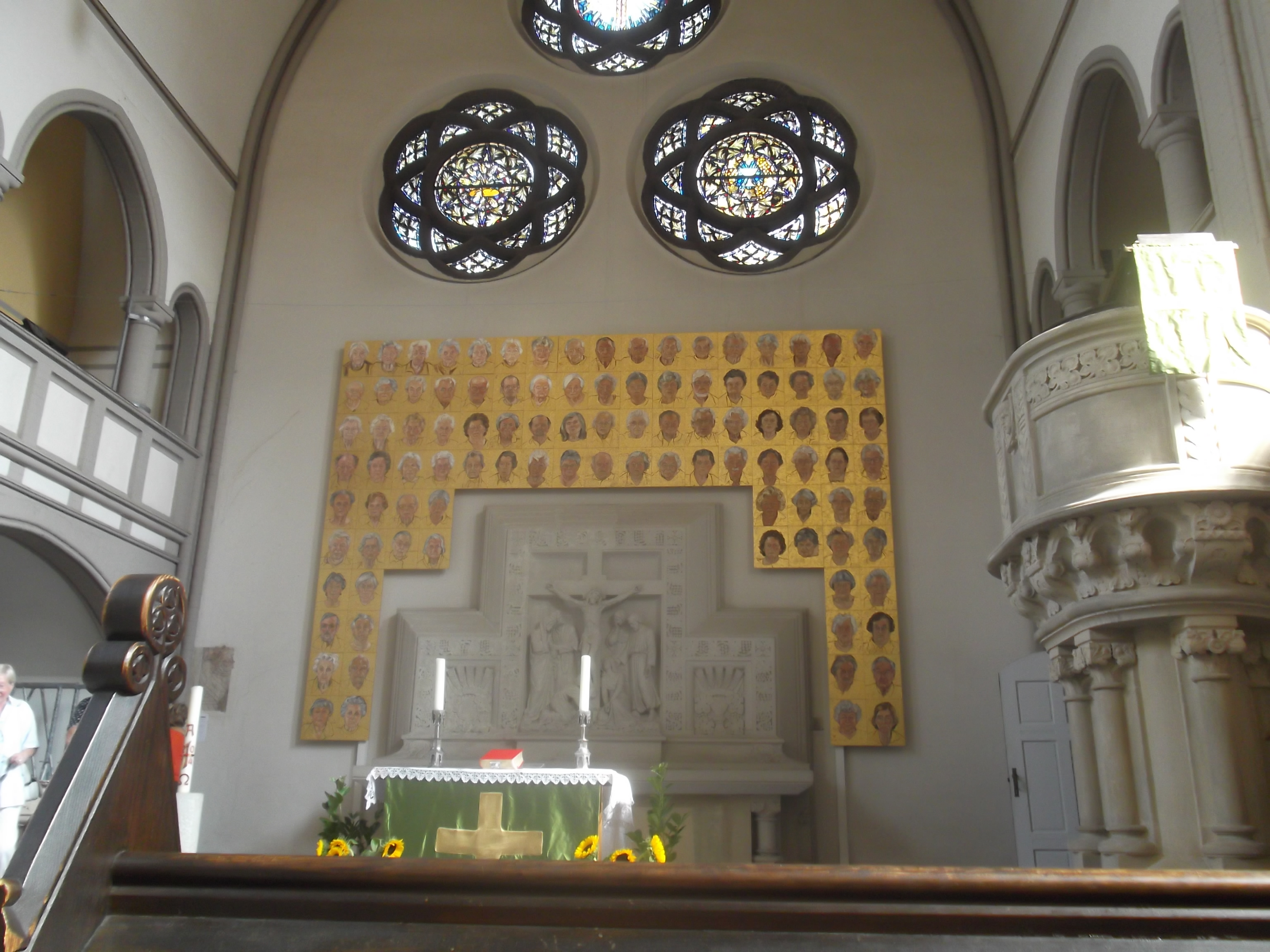
Blick in den Altarraum

Der Architekt Jürgen Kröger hatte ein Kirchengebäude entworfen, das ohne Bodenerwerb auf dem bereits vorhandenen Grundstück gebaut werden konnte, gleichzeitig aber mit 1000 Sitzplätzen deutlich größer als der Vorgängerbau war. Dafür plante er eine Drehung der Längsachse und des Haupteingangs in Richtung Süden und zwei dem Haupteingang ähnliche Nebenportale an der heutigen Bölschestraße (damals Friedrichstraße), die den Gesamteindruck einheitlich hielten.
Die Backsteinkirche mit kreuzförmigem Grundriss wurde im neugotischen Stil erbaut. Das nach Norden ausgerichtete Langhaus besteht aus jeweils zwei verdoppelten Jochen vor und hinter der quadratischen Vierung, im Zwickel zwischen Seitenschiff und Südfassade befindet sich der ursprünglich 64 Meter hohe und spitze, heute kleinere quadratische Turm mit Glockenstube. Das Querschiff besteht jeweils aus einem verdoppelten Joch neben der Vierung. Der Schmuckgiebel über dem Hauptportal ist seit den 1960er Jahren mit einem Mosaik verziert, das Christophorus vor der Müggelsee-Landschaft darstellt. Die Giebel der Nebenportale sind mit heute unkenntlich gewordenen Fresken versehen. Auffällig sind die drei Rundfenster an der Nordfassade über dem Altar, die die Dreifaltigkeit symbolisieren sollen.
Der von Richard Grüttner entworfene Altar zeigt im Mittelfeld die Kreuzigung Jesu mit Trauernden, die Seitenfelder zeigen die Abendmahlsgefäße Patene und Kelch. Auch Kanzel und Taufstein stammen von Richard Grüttner und sind heute noch erhalten. Die ursprünglich von den Gebrüdern Dinse im Jahr 1903 erbaute Orgel wurde 1938 umgebaut und um ein Rückpositiv erweitert. 1991 erfolgte die Installation eines neuen Spieltisches mit Setzer-Kombinationen. 1947 zerstörte ein Brand die ursprüngliche neugotische Wandgestaltung sowie ein Abendmahlsgemälde von Paul Gathemann über dem Altar. Seitdem sind die Kirchenwände nur noch mit einfachen Anstrichen versehen. Im Jahr 1917 wurde das Kupferdach der Kirche für Kriegszwecke beschlagnahmt und durch ein Schieferdach ersetzt. Nach dem Zweiten Weltkrieg wurden einige durch Bomben beschädigte Fenster erneuert.

## Orgel

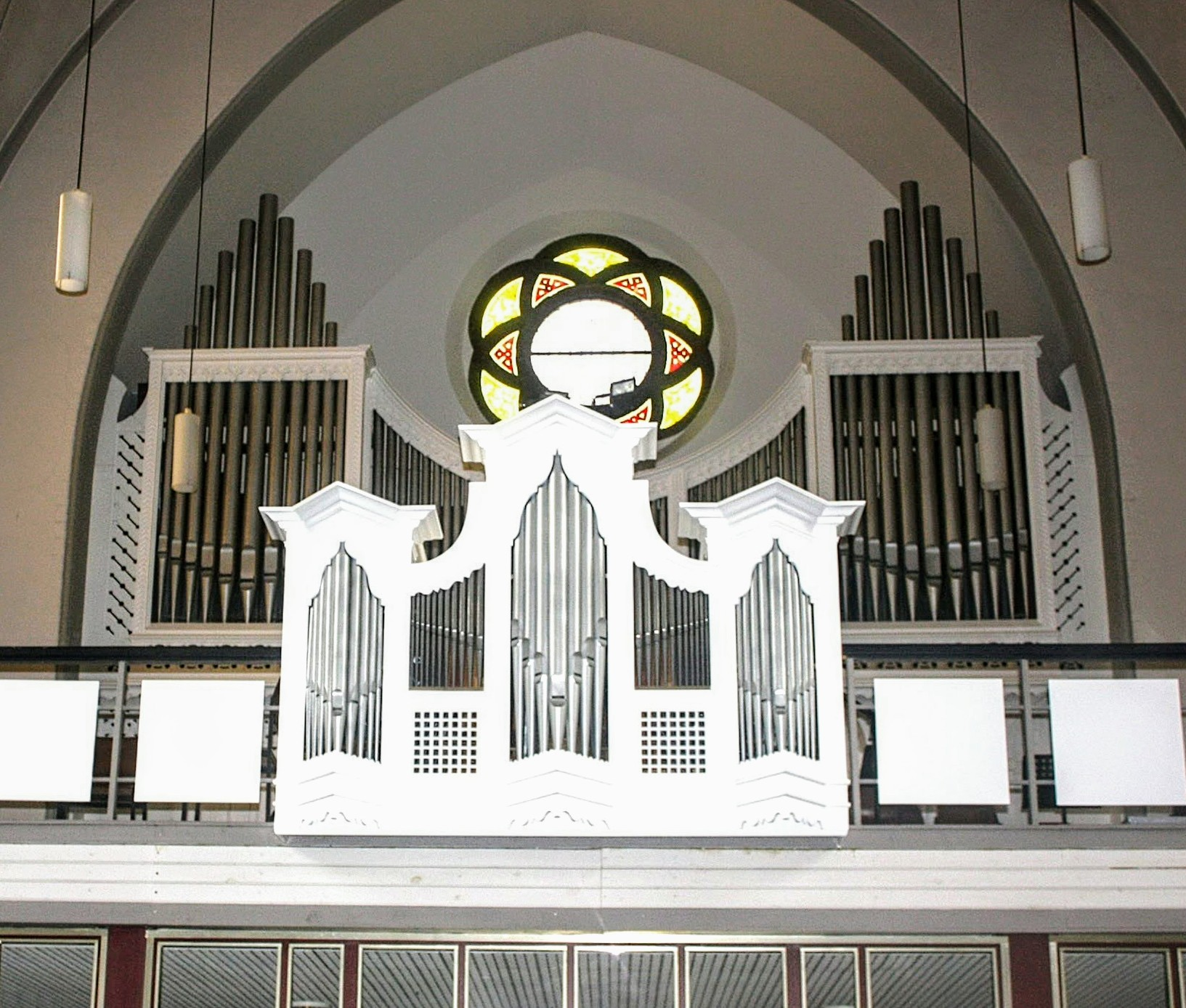
Die Orgel

Die erste kleine Orgel der Christophoruskirche wurde 1903 in der Orgelbauwerkstatt der Gebrüder Dinse erbaut. Sie hatte acht Register, verteilt auf ein Manual und Pedal. Bereits 1907 erfolgte ein größerer Neubau durch dieselbe Firma mit 31 Registern auf zwei Manualen und Pedal.
Bei einem Neubau im Jahr 1939 durch A. Schuke wurden die alten Dinse-Kegelladen verwendet und ein Rückpositiv ergänzt. 1991 erhielt die Orgel einen neuen Spieltisch. Das Instrument hat nun 40 Register, verteilt auf drei Manuale und Pedal.

## Glocken
Das dreistimmige Glockengeläut aus Gussstahl-Glocken, die vom Bochumer Verein um 1900 gegossen worden waren, befindet sich im Kirchturm. Eine Inventarliste der Gießerei enthält dazu folgende Angaben: das Ensemble aus Glocken mit Klöppel, Lager, Achsen und Läutehebel kostete in der Herstellung 4.062 Mark. (kaufkraftbereinigt in heutiger Währung: rund 34.000 Euro).
| Glocke | Schlagton | Gewicht | Durchmesser | Höhe    |
| ------ | --------- | ------- | ----------- | ------- |
| 1      | d′        | 1325 kg | 1490 mm     | 1315 mm |
| 2      | f′        | 1017 kg | 1333 mm     | 1185 mm |
| 3      | as′       | 0558 kg | 1124 mm     | 1005 mm |

## Kinderbetreuung und Friedhof
Der Christophorusgemeinde zugeordnet ist eine Kita in der Peter-Hille-Straße und ein Friedhof, ebenda.